# Quilombo Sacopã
Quilombo Sacopã é um quilombo brasileiro, localizado às margens da Lagoa Rodrigo de Freitas, no Rio de Janeiro.

## Histórico
Em 1929, Manoel Pinto Júnior estabeleceu-se na Ladeira do Sacopã, dando início à comunidade. Mais tarde trouxe de Nova Friburgo a sua mulher, Eva Manoela Cruz, e os cinco filhos do casal. Os seus descendentes adotaram a denominação de quilombolas em 1999, e em 2005 receberam a certificação da Fundação Palmares. Em 2014, o governo federal entregou aos moradores o título de reconhecimento de domínio sobre as terras. 
O Quilombo Sacopã ocupa uma área de 6404,17 m², parte da qual integra também o Parque Natural Municipal José Guilherme Merquior.